# Hong Kong Movie Database
La Hong Kong Movie Database (香港影庫| cantonés: Heung Gong yeng fu / mandarín: Xiāng Gǎng yǐng kù), a la que se hace referencia comúnmente con el acrónimo HKMDB, es una base de datos en línea cinematográfica de Hong Kong bilingüe chino/inglés, creada en julio de 1998 por Ryan Law para ofrecer información sobre el cine que se realiza en la excolonia británica y sus autores.

## Historia
Ryan Law, un aficionado al cine hongkonés e internet desde su formación en la Universidad de Hong Kong, creó su primera página web, Ryan's Movieplex (posteriormente rebautizada Movieworld Hong Kong) a los 21 años. En julio de 1996, Law creó junto a Tong Chen, Alpha Chin y Happy Parrot su primera base de datos cinematográfica bilingüe, Hong Kong MovieBase. En abril de 1998 tomó el control de otra página web, Hong Kong Movies Homepage de Lars Erik Holmquist y Timo Kokkonen hasta crear tres meses después su tercera y final página: la HKMDB.
La HKMDB utilizaba como base las fallecidas Hong Kong Cinema Home Page and Searchable Database (conocida como la egret0.stanford.edu Hong Kong Movie Database e iniciada por Brad Daniels y Joseph M. Fierro) y Hong Kong MovieBase y fue paulatinamente desarrollada por Eric Schneider, David J. Rolsky y Joel Benford y expandida a más de 16 000 películas y 63 000 personas (datos de junio de 2015) de Hong Kong, la República Popular de China y Taiwán.

## Los datos
La HKMDB, que se autodenomina "la mayor y más extensa base de datos de cine hongkonés en chino/inglés en internet", contiene las fichas técnicas y artísticas de las películas y los cineastas, con datos biográficos y fotografías de los más importantes, galerías de imágenes de películas y carteles o cubiertas de DVD, así como reseñas de los miembros. La particularidad de que los datos de las fichas estén en chino e inglés y que se listen todos los alias conocidos en ambos idiomas hace que los mismos sean más precisos que los de otras bases de datos generalistas como la Internet Movie Database (IMDb).

## El foro y los editores
La base de datos tiene asociado un foro creado en 1999 donde los miembros pueden discutir sobre temas relacionados con cine hongkonés y aportar información e imágenes a la base de datos, para que los editores de la HKMDB las añadan a las entradas o subsanen sus errores.
Los editores de la base de datos proceden de tres continentes. Los más importantes son el administrador del sistema Bob Guilao (EE. UU.); y los editores STSH, Mike Thomason (Australia), J. Crawford, Dennis Lee, Gaijin84, Simon Booth, Ed Waffle, P. J. Shimmer, Bruce Long (EE. UU.); Michael Kistner, Heinz Germany, Magic Wong (Alemania), Bearserk (Noruega); Teddy Wong (Rusia); Calros (España); Brian Thibodeau, Harlock, John Larocque (Canadá); Young Master (Suecia); Ciakmull (Italia); Frédéric Ambroisine (Francia); Will Blaik (Inglaterra); William Wan (Singapur) y la asesora "Fan" (Hong Kong) muchos de los cuales siguen colaborando activamente en su desarrollo después de más de diez años.
En abril de 2006 el editor Dennis Lee puso en marcha un subforo de noticias diarias relacionadas con el mundo del cine hongkonés, que en febrero de 2009 pasó a convertirse en un blog enlazado al foro, denominado Hong Kong Cinema Daily News.

## Membresía
Con el paso de los años los niveles de acceso a los datos han variado. Durante la década de los 90 el acceso era completamente libre. Esto provocó que muchos aficionados obtuvieran información sin aportar nada a cambio, de manera que la base de datos acusó la falta de participación en su desarrollo, obligando a Ryan Law a restringir su acceso. Para poder acceder era obligatorio la colaboración en forma de reseña de alguna película como señal de participación activa. Esta restricción provocó el rechazo de muchos aficionados y varias discusiones en foros afines. A partir de 2006 estas restricciones se fueron levantando paulatinamente y para 2008 el acceso a los datos ya era un 90 % libre.
En 2009 el acceso a la base de datos volvió a restringirse a colaboradores, y por vez primera en diez años la base de datos empezó a solicitar donaciones monetarias e incluir publicidad.